# Telsosynopia trifidilla
Telsosynopia trifidilla is een vlokreeftensoort uit de familie van de Synopiidae. De wetenschappelijke naam van de soort is voor het eerst geldig gepubliceerd in 2006 door Hughes & Lowry.